# Бальц, Бруно
Бруно Бальц (нем. Bruno Balz; 6 октября 1902, Берлин или Пренцлауэр-Берг, Панков — 14 марта 1988, Бад-Висзе, Бавария) — немецкий поэт-песенник, один из самых продуктивных и популярных исполнителей в Германии в 1930—1950-х годах.
С того времени, как им были созданы тексты песен к первому немецкому звуковому фильму и до ухода из активной деятельности в 1960 году, Бальц написал тексты к более чем тысяче популярных хитов. Бо́льшая часть его песен была написана вместе с композитором Михаэлем Яры; их творчество стало истоком популярности певицы Цары Леандер.

## Личная жизнь и гомосексуальность
Бальц был открытым гомосексуалом, за что неоднократно подвергался преследованиям. В 1936 году он провел несколько месяцев в тюрьме и был выпущен под соглашение о том, что его имя больше не появится на публике. Чтобы сохранить видимость приличия, он заключил фиктивный брак с женщиной по имени Сельма. Бальц был арестован гестапо в 1941 году и подвергнут пыткам в штаб-квартире гестапо на Принц-Альбрехт-штрассе. Он был спасен от заключения в концентрационный лагерь благодаря вмешательству Михаэля Яры, убедившего чиновников, что без Бальца он не сможет писать патриотические песни, которые поддерживали дух солдатов Вермахта. В день освобождения из гестапо, Бальц написал два своих знаменитых шлягера: «Davon geht die Welt nicht unter» и «Ich weiß, es wird einmal ein Wunder gescheh’n». Его песни для Леандер, звезды мюзиклов киностудии УФА, которые впоследствии были подвергнуты критике как поддерживавшие боевой дух немцев во время войны, стали гимнами для гомосексуалов, заключенных в концентрационные лагеря.
Преследования Бальца не окончились с падением нацистского режима, так как параграф 175 против гомосексуализма в немецком законодательстве оставался в силе. Поэтому его имя как автора текстов редко упоминалось.

## Избранные песни
- Das kann doch einen Seemann nicht erschüttern (музыка: de:Michael Jary, в: Paradies der Junggesellen)
- Wir wollen niemals auseinandergehen" (музыка: de:Michael Jary)
- Das machen nur die Beine von Dolores (музыка: de:Michael Jary)
- Kann denn Liebe Sünde sein? (музыка: Lothar Brühne, в: de:Der Blaufuchs)
- Roter Mohn (музыка: de:Michael Jary, in: de:Schwarzfahrt ins Glück)
- Der Wind hat mir ein Lied erzählt (музыка: Lothar Brühne, в: La Habanera)
- Davon geht die Welt nicht unter (музыка: de:Michael Jary, в: Die große Liebe)
- Ich weiß, es wird einmal ein Wunder gescheh’n (музыка: de:Michael Jary, в: Die große Liebe)
- Ich sende dir Rosen (en:Red Roses for a Blue Lady')